# 阿纳托利·布坚科
阿纳托利·帕夫洛维奇·布坚科（俄语：Анатолий Павлович Бутенко，1925年4月29日—2005年5月9日），苏联和俄罗斯哲学家、政治学家，莫斯科国立大学教授，曾就发达社会主义及其过渡时期的问题发表了大量著作，曾参与1977年苏联宪法的制定。

## 著作
- 《苏联历史的现实悲剧》:《国外学者论斯大林模式》，北京， 中央编译出版社，1995
- 《社会主义与经济不发达》：《世界经济和国际关系》杂志1998年第3期
- 作为世界体系的的社会主义 （页面存档备份，存于）